# Fernando Screpis
Fernando Daniel Screpis (Buenos Aires, Argentina, 10 de abril de 1979) es un futbolista argentino. Se desempeña como mediocampista central y su equipo actual es el SC Balerna, de Suiza.

## Clubes
| Club                       | País      | Año         |
| -------------------------- | --------- | ----------- |
| Huracán                    | Argentina | 1999        |
| CD Espoli                  | Ecuador   | 2000 - 2001 |
| Benevento                  | Italia    | 2001 - 2003 |
| FC Sion                    | Suiza     | 2003        |
| Inter Riviera Maya         | México    | 2003 - 2004 |
| Ponferradina               | España    | 2004 - 2005 |
| Talleres (RdE)             | Argentina | 2005 - 2006 |
| Defensores de Belgrano     | Argentina | 2006        |
| FBK Kaunas                 | Lituania  | 2007 - 2008 |
| Heart of Midlothian FC     | Escocia   | 2008        |
| Ayia Napa FC               | Chipre    | 2009 - 2010 |
| Deportivo Español          | Argentina | 2011 - 2012 |
| Dock Sud                   | Argentina | 2012 - 2013 |
| Social y Deportivo Liniers | Argentina | 2013 - 2014 |
| Sacachispas                | Argentina | 2014 - 2016 |
| Argentino de Merlo         | Argentina | 2016 - 2017 |
| SC Balerna                 | Suiza     | 2021 -      |